# Cohorte urbaine
Dans la période de l'Empire romain, les cohortes urbaines (Latin:Cohors urbana) sont des unités militaires cantonnées dans une cité avec un triple rôle : garde d’honneur, police municipale et aussi, force militaire. Plusieurs cohortes urbaines contribuent ainsi à maintenir l'ordre pour la ville de Rome, et une cohorte est affectée à chacune des deux grandes colonies de Lugdunum et de Carthage.

## Les cohortes urbaines de Rome, chronologie
Auguste crée les cohortes urbaines à Rome en 13 av. J.-C., , elles sont au nombre de trois, numérotées de X à XII et comptent cinq cents hommes chacune.
- Tibère les organise, en 23 ap. J.-C.. Ces soldats sont installés avec les prétoriens dans le camp que le préfet Séjan a fait construire.
- À la mort de Caligula en 41, les consuls et le Sénat occupent le Forum et le Capitole avec l'appui des cohortes urbaines. Ils ne peuvent s'opposer à l'investiture de Claude par les prétoriens[2].
- Claude semble porter de 3 à 7 le nombre de cohortes.
- Vespasien ramène ces unités au rang de quingénaires et n’en garde que quatre.
- Vitellius semble ramener de 7 à 4 le nombre de cohortes. Celles-ci, pendant la lutte entre Vitellius et Vespasien, tentent de jouer un rôle analogue au leur en 41.
- Antonin le Pieux semble passer leur nombre à 5 cohortes, dont 1 détachée au-dehors de Rome.
- Septime Sévère maintient le recrutement italique pour ces cohortes.
- Caracalla ramène le nombre de cohortes à 3 à Rome, 2 à Ostia et Puteoli.
- Aurélien fait construire pour les cohortes urbaines de Rome, jusqu'alors stationnées au Castra Praetoria, une caserne : Castra Urbana, au Champ de Mars dans le Campus Agrippae.
- Alors qu'on connaît avec précision la date de la suppression des Prétoriens (312), on ne sait pas quand disparurent les cohortes urbaines. Elles auraient subsisté au moins jusque vers 360, lors de troubles dans une cité.

## La cohorte urbaine de Lugdunum

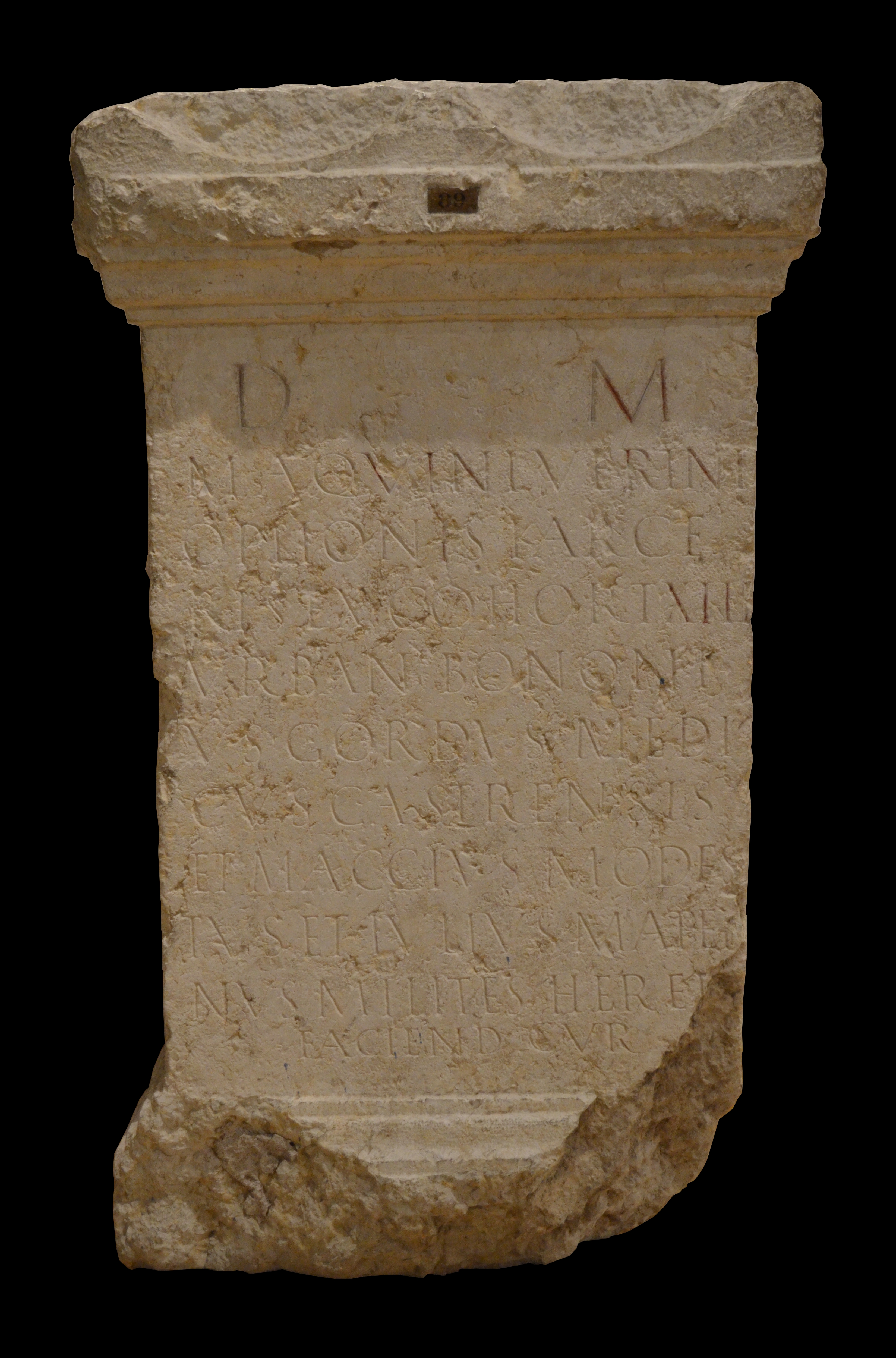
Stèle funéraire du gardien de la prison de la XIIIe cohorte urbaine de Lugdunum - musée gallo-romain de Fourvière -

Plusieurs documents épigraphiques découverts à Lyon témoignent de la présence de la XIIIe cohorte urbaine à Lugdunum au IIe siècle. Sur la base de ces documents, l'historien allemand Theodor Mommsen considère que cette cohorte fut implantée par Auguste et présente au Ier siècle, hypothèse qui n'est toujours pas confirmée à la fin du XXe siècle par une preuve archéologique. Des découvertes ultérieures indiquent la présence au milieu du Ier siècle d'une XVIIe cohorte Luguduniensis ad monetam, puis à la période flavienne d'une cohorte I Flavia urbana,. La dédicace funéraire d'un officier de cette cohorte retrace sa carrière dans cette cohorte depuis son engagement en 73 jusqu'à sa promotion comme centurion en 90,. La chronologie élaborée à partir de ces éléments se présente ainsi :  
- installation de la XIIIe cohorte par Auguste, chargée d'assurer la protection de l'atelier monétaire de Lugdunum,
- sous Claude, entre 42 et 47, retour de la XIIIe cohorte à Rome, remplacée par la XVIIe cohorte,
- en 69, selon Tacite, la XVIIe cohorte passe à Ostie, tandis que la XVIIIe est à Lugdunum[10]. Elle semble disparaître lors des guerres civiles, pour être remplacée sous Vespasien par la I Flavia urbana,
- remplacement de la cohorte flavienne par la XIII urbana,
- en 197, la XIIIe cohorte qui a combattu du côté de  Clodius Albinus est dissoute par son vainqueur Septime Sévère et remplacée par des contingents prélevés sur les légions[11].

Un autel découvert en 1913 sur la colline de Fourvière et dédié en 207 confirme la présence de soldats provenant de quatre légions, dont les dédicants issus de la Legio XXX Ulpia Victrix,.
Toutefois, l'analyse d'une stèle funéraire découverte en 1978 dans la nécropole de Choulans, au sud de Lyon, vient perturber cette chronologie. C'est celle d'un militaire de la XIVe cohorte connue pour stationner à Rome après 85 et au cours du IIe siècle. Cette stèle est en calcaire du midi, d'usage à Lugdunum au Ier siècle. Par sa modestie de forme et la rusticité de sa gravure peu lisible, comparable à d'autres stèles de même origine, elle pourrait dater de la première moitié du Ier siècle. La XIVe cohorte pourrait donc être la plus ancienne cohorte implantée à Lugdunum, et non la XIIIe, dont la présence au Ier siècle n'est pas attestée et reste hypothétique.

## La cohorte urbaine de Carthage
Carthage est avec Lugdunum la seule colonie provinciale qui dispose d'une cohorte urbaine. La XIIIe cohorte est affectée à Carthage à l'époque flavienne, elle permute dans la première moitié du IIe siècle avec la Ire cohorte qui stationnait à Lugdunum.

## Organisation
La hiérarchie des hommes, moins connue en raison des lacunes de la documentation, paraît être calquée sur celle du prétoire. Chaque cohorte est commandée par un tribun militaire, le plus souvent un spécialiste des services urbains passé par le tribunat des vigiles ; il recevra ensuite de l'avancement en devenant tribun des prétoriens. Au-dessous du tribun, à la tête des centuries, sont placés six centurions qui ont fait en général leur apprentissage dans les centurionats légionnaires et les centurionats des vigiles ; un certain nombre de ces centurions urbains sortaient des evocati Augusti. Les sous-officiers (les principales) sont à peu de chose près, les mêmes que dans l'armée de ligne. Comme dans celle-ci, ils se divisent en deux groupes, les uns détachés auprès du préfet de la Ville dont ils forment l'officium, les autres servant dans le corps même.
Organisées sur le type des cohortes prétoriennes, mais sans contingent de cavalerie, les cohortes urbaines comprenaient 1 000 hommes par cohorte, voire 1 500 avant Vitellius. Toutefois, cette évaluation est contestée par Le Bohec, qui considère que de tels effectifs ne pouvaient tenir dans le camp des prétoriens, et considère qu'une cohorte prétorienne ou urbaine ne comptait au plus que 500 hommes. Le temps de service légal est de vingt ans, mais l'État peut libérer un soldat avant l'expiration de ce terme.
Le recrutement des urbaniciani paraît proche de celui des prétoriens. Compte tenu du milieu social d’origine, les liens avec la plèbe urbaine doivent être très étroits et sont recrutés dans leur ville. Il est donc difficile d’admettre que le soin de réprimer les mouvements de foule leur ait été confié. À l’occasion, sans doute ; systématiquement, c’est peu probable. Elles avaient donc un rôle de police pour réduire la criminalité qui sévissait dans les rues de Rome. Très occasionnellement, elles pouvaient prendre part à une bataille, mais avaient plutôt un rôle honorifique dans l'armée romaine.